# Paroplitis
Paroplitis – rodzaj błonkówek z rodziny męczelkowatych. Gatunkiem typowym jest Paroplitis beringianus.

## Zasięg występowania
Rodzaj znany z holarktyki i fragmentów krainy orientalnej.

## Biologia i ekologia
Żywicielami są motyle z rodziny wachlarzykowatych (podrodzina Scopariinae) oraz, być może, z trzech innych rodzin.

## Gatunki
Do rodzaju zaliczanych jest 5 opisanych gatunków:
- Paroplitis beringianus Mason, 1981
- Paroplitis luzonicus Mason, 1981
- Paroplitis rugosus Papp, 1991
- Paroplitis vietnamensis van Achterberg & Fernández-Triana, 2013
- Paroplitis wesmaeli (Ruthe, 1860)